# Zgornje Dole
Zgornje Dole (nemško Oberdellach) je naselje v Občini Otok v Okraju Celovec-dežela na Koroškem v Avstriji.